# Eleição municipal de Vitória da Conquista em 2020
A eleição municipal do município de Vitória da Conquista em 2020 ocorreu nos dias 15 de novembro (primeiro turno) e 29 de novembro (segundo turno), com o objetivo de eleger um prefeito, um vice-prefeito e 21 vereadores responsáveis pela administração da cidade para o mandato a se iniciar em 1° de janeiro de 2021 e com término em 31 de dezembro de 2024.
Originalmente, as eleições ocorreriam em 4 de outubro (primeiro turno) e 25 de outubro (se necessário segundo turno), porém, com o agravamento da pandemia de COVID-19 no Brasil, as datas foram modificadas.

## Candidatos
| N° | Prefeito (a)  | Prefeito (a)                                   | Prefeito (a) | Prefeito (a)                                                                                        | Vice-prefeito (a) | Vice-prefeito (a) | Vice-prefeito (a)                               | Vice-prefeito (a) | Vice-prefeito (a)                                           | Coligação Partido(s)                                                        | Ref.  |
| N° | Candidato (a) | Candidato (a)                                  | Partido      | Cargos relevantes                                                                                   | Candidato(a)      | Candidato(a)      | Candidato(a)                                    | Partido           | Cargos relevantes                                           | Coligação Partido(s)                                                        | Ref.  |
| -- | ------------- | ---------------------------------------------- | ------------ | --------------------------------------------------------------------------------------------------- | ----------------- | ----------------- | ----------------------------------------------- | ----------------- | ----------------------------------------------------------- | --------------------------------------------------------------------------- | ----- |
| 11 |               | Romilson Filho Romilson Santos de Souza Filho  | PP           | |                   |                   | Kléber Dr. Saúde Kleber Avelino da Cruz         | Solidariedade     |                                                             | Conquista Independente (PP, Solidariedade, Cidadania, PROS, PTC)            | [ 3 ] |
| 13 |               | Zé Raimundo José Raimundo Fontes               | PT           | - Vice-prefeito de Vitória da Conquista (2001-2002); - Prefeito de Vitória da Conquista (2002-2008) |                   |                   | Luciana Oliveira Luciana Oliveira Pereira       | PCdoB             |                                                             | A Conquista do Futuro (PT, PCdoB, PSB, PL e PDT)                            | [ 3 ] |
| 15 |               | Herzem Gusmão Herzem Gusmão Pereira            | MDB          | - Deputado Estadual pela Bahia (2015-2016) - Prefeito de Vitória da Conquista (2017-2020)           |                   |                   | Sheila Lemos Ana Sheila Lemos Andrade           | DEM               | - Vereadora de Vitória da Conquista (2001-2009) (2013-2016) | O Trabalho tem que Continuar (MDB, DEM, PSDB, PTB, PODE, PMB, Republicanos) | [ 3 ] |
| 17 |               | Cabo Herling Herling Santos Conceição          | PSL          | |                   |                   | Pastor Washigton Silva Washington Silva Ribeiro | PSL               |                                                             | Renova Conquista (PSL, PSC)                                                 | [ 3 ] |
| 18 |               | Maris Stella Maris Stella Schiavo              | REDE         | |                   |                   | Leone Gomes Leone Gomes Silva                   | REDE              |                                                             | Partido Isolado                                                             | [ 3 ] |
| 28 |               | David Salomão David Salomão dos Santos Lima    | PRTB         | - Vereador de Vitória da Conquista (2017-2020)                                                      |                   |                   | Ariana Mota Luiza Ariana da Rocha Mota Ferraz   | PRTB              |                                                             | Agora é A Vez do Povo (PRTB, PATRI)                                         | [ 3 ] |
| 50 |               | Professor Ferdinand Ferdinand Martins da Silva | PSOL         | |                   |                   | Paulinho Monteiro Paulo Souza Monteiro          | PSOL              |                                                             | Partido Isolado                                                             | [ 3 ] |

## Pesquisas de opinião

### Candidatos

#### Primeiro turno
| Fonte                         | Data(s) conduzidas | Amostragem | Zé Raimundo PT | Herzem Gusmão MDB | David Salomão PRTB | Romilson Filho PP | Cabo Herling PSL | Maris Stella REDE | Professor Ferdinand PSOL | Não sabe | Não quis responder | Votar em Branco | Anular o voto | Vantagem |
| ----------------------------- | ------------------ | ---------- | -------------- | ----------------- | ------------------ | ----------------- | ---------------- | ----------------- | ------------------------ | -------- | ------------------ | --------------- | ------------- | -------- |
| A Tarde / Potencial Pesquisas | 24-29 Set          | 600        | 34%            | 29%               | 9%                 | 1%                | 2%               | 2%                | 1%                       | 16%      | 0%                 | 2%              | 6%            | 5%       |
| A Tarde / Potencial Pesquisas | 4-8 Nov            | 600        | 46%            | 35%               | 3%                 | 1%                | 1%               | 0%                | 0%                       | 7%       | 0%                 | 2%              | 4%            | 11%      |

## Debates e Entrevistas Televisionados

### 1° Turno
| Data           | Organizador(es)                       | Raimundo (PT) | Gusmão (MDB) | Salomão (PRTB) | Stella (REDE) | Herling (PSL) | Ferdinand (PSOL) | Filho (PP) |
| -------------- | ------------------------------------- | ------------- | ------------ | -------------- | ------------- | ------------- | ---------------- | ---------- |
| 1 de outubro   | TV UESB, UESB FM, SIMMPI              | Ausente       | Ausente      | Presente       | Presente      | Presente      | Presente         | Presente   |
| 7 de novembro  | TVE Bahia, Educadora FM, Portal IRDEB | Ausente       | Ausente      | Presente       | Presente      | Presente      | Presente         | Presente   |
| 12 de novembro | TV Sudoeste, G1                       | Cancelado     | Cancelado    | Cancelado      | Cancelado     | Cancelado     | Cancelado        | Cancelado  |

| Veículo da entrevista | Stella (REDE) | Filho (PP) | Raimundo (PT) | Herling (PSL) | Gusmão (MDB) | Salomão (PRTB) | Ferdinand (PSOL) |
| --------------------- | ------------- | ---------- | ------------- | ------------- | ------------ | -------------- | ---------------- |
| RecordTV Cabrália     | 19/10/2020    | 20/10/2020 | 21/10/2020    | 22/10/2020    | 23/10/2020   | 26/10/2020     | 27/10/2020       |

### 2° Turno
| Data           | Organizador(es) | Raimundo (PT) | Gusmão (MDB) |
| -------------- | --------------- | ------------- | ------------ |
| 27 de novembro | TV Sudoeste, G1 | Convidado     | Convidado    |

| Veículo da entrevista             | Gusmão (MDB) | Raimundo (PT) |
| --------------------------------- | ------------ | ------------- |
| TV Sudoeste (Bahia Meio Dia)      | 20/11/2020   | 21/11/2020    |
| RecordTV Cabrália (Balanço Geral) | 24/11/2020   | 25/11/2020    |
| TV Sudoeste (BATV)                | 25/11/2020   | 24/11/2020    |

## Resultados

### Apuração geral
| Candidato(a)               | Vice                         | 1º turno 15 de novembro de 2020 | 1º turno 15 de novembro de 2020 | 2º turno 29 de novembro de 2020 | 2º turno 29 de novembro de 2020 |
| Candidato(a)               | Vice                         | Total                           | %                               | Total                           | %                               |
| -------------------------- | ---------------------------- | ------------------------------- | ------------------------------- | ------------------------------- | ------------------------------- |
| Zé Raimundo (PT)           | Luciana Oliveira (PCdoB)     | 81.721                          | 47,63%                          | 82.942                          | 46,00%                          |
| Herzem Gusmão (MDB)        | Sheila Lemos (DEM)           | 78.732                          | 45,89%                          | 97.364                          | 54,00%                          |
| David Salomão (PRTB)       | Ariana Mota (PRTB)           | 5.352                           | 3,12%                           | Não Participaram                | Não Participaram                |
| Romilson Filho (PP)        | Kléber Dr. Saúde (SD)        | 3.022                           | 1,76%                           | Não Participaram                | Não Participaram                |
| Cabo Herling (PSL)         | Pastor Washigton Silva (PSL) | 1.145                           | 0,67%                           | Não Participaram                | Não Participaram                |
| Maris Stella (REDE)        | Leone Gomes (REDE)           | 973                             | 0,57%                           | Não Participaram                | Não Participaram                |
| Professor Ferdinand (PSOL) | Paulinho Monteiro (PSOL)     | 630                             | 0,37%                           | Não Participaram                | Não Participaram                |
| → Total de votos válidos   | → Total de votos válidos     | 171.575                         | 91,48%                          | 180.306                         | 95,31%                          |
| → Votos em branco          | → Votos em branco            | 4.095                           | 2,18%                           | 2.367                           | 1,25%                           |
| → Votos nulos              | → Votos nulos                | 11.880                          | 6,33%                           | 6.509                           | 3,44%                           |
| Total                      | Total                        | 187.550                         | 81,13%                          | 189.182                         |                                 |
| Abstenções                 | Abstenções                   | 43.626                          | 18,87%                          | 41.994                          | 18,17%                          |
| Total de inscritos         | Total de inscritos           | 231.176                         | 100%                            | 231.176                         | 100%                            |

### Apuração por zona eleitoral
A o eleitorado da cidade de Vitória da Conquista é dividido em três zonas eleitorais, numeradas de 39.ª a 41.ª.
| Candidatos                 | 39.ª Zona Eleitoral | 39.ª Zona Eleitoral | 39.ª Zona Eleitoral | 39.ª Zona Eleitoral | 40.ª Zona Eleitoral | 40.ª Zona Eleitoral | 40.ª Zona Eleitoral | 40.ª Zona Eleitoral | 41.ª Zona Eleitoral | 41.ª Zona Eleitoral | 41.ª Zona Eleitoral | 41.ª Zona Eleitoral |
| Candidatos                 | 1.º Turno           | 1.º Turno           | 2.º Turno           | 2.º Turno           | 1.º Turno           | 1.º Turno           | 2.º Turno           | 2.º Turno           | 1.º Turno           | 1.º Turno           | 2.º Turno           | 2.º Turno           |
| Candidatos                 | Votos               | %                   | Votos               | %                   | Votos               | %                   | Votos               | %                   | Votos               | %                   | Votos               | %                   |
| -------------------------- | ------------------- | ------------------- | ------------------- | ------------------- | ------------------- | ------------------- | ------------------- | ------------------- | ------------------- | ------------------- | ------------------- | ------------------- |
| Zé Raimundo (PT)           | 31.940              | 46,63%              | 31.874              | 43,99%              | 20.617              | 59,32%              | 20.715              | 58,51%              | 29.164              | 42,69%              | 30.353              | 41,90%              |
| Herzem Gusmão (MDB)        | 31.585              | 46,11%              | 40.576              | 56,01%              | 12.235              | 35,20%              | 14.692              | 41,49%              | 34.912              | 51,10%              | 42.096              | 58,10%              |
| David Salomão (PRTB)       | 2.573               | 3,76%               |                     |                     | 900                 | 2,59%               |                     |                     | 1.879               | 2,75%               |                     |                     |
| Romilson Filho (PP)        | 1.235               | 1,80%               | 784                 | 2,26%               | 1.003               | 1,47%               |                     |                     |                     |                     |                     |                     |
| Cabo Herling (PSL)         | 637                 | 0,93%               | 112                 | 0,32%               | 396                 | 0,58%               |                     |                     |                     |                     |                     |                     |
| Maris Stella (REDE)        | 349                 | 0,51%               | 62                  | 0,18%               | 562                 | 0,82%               |                     |                     |                     |                     |                     |                     |
| Professor Ferdinand (PSOL) | 182                 | 0,27%               | 46                  | 0,13%               | 402                 | 0,59%               |                     |                     |                     |                     |                     |                     |

## Câmara de Vereadores

### Resultado
Os eleitos para a Câmara Municipal de Vitória da Conquista, a fim de que exerçam o mandato de 2020 a 2024, foram:
| Candidato(a)             | Partido | Votação | Votação |
| Candidato(a)             | Partido | %       | Total   |
| ------------------------ | ------- | ------- | ------- |
| Lúcia Rocha              | MDB     | 2,37%   | 4.104   |
| Alexandre Xandó          | PT      | 1,70%   | 2.932   |
| Luciano Gomes            | PCdoB   | 1,59%   | 2.744   |
| Dudé                     | MDB     | 1,44%   | 2.489   |
| Fernando Jacaré          | PT      | 1,40%   | 2.421   |
| Dr Andreson              | PCdoB   | 1,38%   | 2.388   |
| Ricardo Babão            | PCdoB   | 1,33%   | 2.308   |
| Adinilson Pereira        | MDB     | 1,25%   | 2.162   |
| Bibia                    | MDB     | 1,21%   | 2.094   |
| Valdemir Dias            | PT      | 1,19%   | 2.061   |
| Ivan Cordeiro            | PTB     | 1,19%   | 2.057   |
| Viviane                  | PT      | 1,14%   | 1.966   |
| Hermínio Oliveira        | PODE    | 0,96%   | 1.669   |
| Chico Estrela            | PTC     | 0,91%   | 1.572   |
| Nildo Freitas            | PSC     | 0,89%   | 1.547   |
| Dinho dos Campinhos      | PP      | 0,86%   | 1.486   |
| Nelson de Vivi           | DEM     | 0,84%   | 1.447   |
| Sub Tenente Muniz        | Avante  | 0,79%   | 1.362   |
| Delegado Marcus Vinícius | PODE    | 0,73%   | 1.263   |
| Dr. Augusto Cândido      | PSDB    | 0,69%   | 1.194   |
| Orlando Filho            | PRTB    | 0,67%   | 1.164   |